# NGC 867
NGC 867 је лентикуларна галаксија у сазвежђу Кит која се налази на NGC листи објеката дубоког неба.
Деклинација објекта је + 1° 14' 41" а ректасцензија 2h 17m 4,8s. Привидна величина (магнитуда) објекта NGC 867 износи 13,1 а фотографска магнитуда 14,0. NGC 867 је још познат и под ознакама NGC 875, UGC 1760, MCG 0-6-60, CGCG 387-65, KCPG 62A, PGC 8718.